# Megonychiana
Megonychiana là một chi bướm đêm thuộc họ Noctuidae.